# Anadarko (Oklahoma)
Anadarko ist eine Stadt im Caddo County in Oklahoma in den USA. Das U.S. Census Bureau hat bei der Volkszählung 2020 eine Einwohnerzahl von 5.745 ermittelt. Anadarko ist die Hauptstadt des Caddo County. Sie ist die einzige Stadt in Oklahoma, in der Indianer nahezu die Bevölkerungsmehrheit stellen.
Anadarko wird gelegentlich auch Dodge genannt, in Anlehnung an Dodge City in Kansas, wegen seines Rufes als gefährlicher Ort. Auch wird der Ortsname oft zu Darko abgekürzt.

## Bevölkerung
Laut der US-Volkszählung von 2000 hatte Anadarko 6.645 Einwohner in 2.387 Haushalten und 1.656 Familien. Die Bevölkerungsdichte betrug 361,9/km². Es gab 2.767 Gebäude mit einer durchschnittlichen Dichte von 150,7/km². Nach Abstammung bestand die Bevölkerung aus 41,37 % Weißen, 6,23 % Afroamerikanern, 41,26 % Indianern (Native Americans), 0,24 % Asiaten, 0,03 % Pazifikinsulanern, 3,07 % anderen Rassen und 7,80 % Nachfahren von zwei oder mehr Rassen. 9,15 % waren Hispanics oder Latinos unabhängig von ihrer Rassenzugehörigkeit.
Es gab 2.387 Haushalte, in 36,3 % davon lebten Kinder unter 18 Jahren, 43,6 % waren zusammen lebende Ehepaare, 20,2 % wurden allein von Frauen geführt und 30,6 % waren keine Familien. 27,1 % der Haushalte bestanden aus Alleinstehenden und 13,6 % aus Alleinstehenden von 65 Jahren oder älter. Die durchschnittliche Haushaltsgröße betrug 2,72 und die durchschnittliche Familiengröße 3,32 Personen.
Die Zusammensetzung nach Alter umfasste 32,6 % unter 18, 9,3 % von 18 bis 24, 25,8 % von 25 bis 44, 18,8 % von 45 bis 64 und 13,5 % waren 65 Jahre oder älter. Das Durchschnittsalter betrug 32 Jahre. Auf 100 Frauen kamen 87,9 Männer. Auf 100 Frauen von 18 oder älter kamen 81,3 Männer.
Das Durchschnittseinkommen eines Haushalts betrug 24.035 US-Dollar und das einer Familie 27.633 $. Männer hatten ein Durchschnittseinkommen von 26.063 $ gegenüber 17.666 $ bei Frauen. Das Prokopfeinkommen in der Stadt betrug 12.062 $. 23,3 % der Familien und 28,5 % der Bevölkerung lebten unter der Armutsgrenze, darunter 38,8 % derer unter 18 und 18,5 % derer von 65 Jahren oder älter.

## Bedeutung für die indianische Bevölkerung
Anadarko nennt sich selbst die "Indianische Hauptstadt der Nation", beherbergt die jährliche Amerikanisch-Indianische Ausstellung und ist zusammen mit Bartlesville die Hauptstadt des Lenape-Stammes.
Anadarko ist nach den Nadaco benannt, einer Untergruppe der Caddo. „Nadako“ bezeichnet in der Sprache der Caddo einen Ort mit Hummeln. Die Caddo sind ein staatlich anerkannter Stamm, nach dem auch das Caddo County benannt ist. Dieser war vor der Landverteilung in der Folge des Dawes Act ein Teil des Caddo/Wichita/Western Delaware (oder „Absentee Delaware“) Indianerreservats.
Rund vier Kilometer südöstlich von Anadarko befindet sich das Indian-City-USA-Freiluftmuseum.
Die Einwohner sind in der Regel mit einigen grundlegenden indianischen Ausdrücken vertraut wie "haw-nay", ein Kiowa-Wort für "nein". Wichita- und Apache-Wörter werden häufig im Alltag gebraucht wie "ninit, wee, hangy dawg, stink guy". Indianische Motive sind an vielen Plätzen in der Stadt anzutreffen.
In Anadarko befindet sich das Büro für Indianerangelegenheiten. Die Stadt liegt zwischen den Reservaten der Wichita, Caddo und Delaware im Norden und der Kiowa, Comanche und Apache im Süden. Diese Reservate, wie auch die Osage-Reservate im Nordosten Oklahomas, wurden bei einer Reihe von Landverteilungen um 1900 zerstört. Das Gebiet um Anadarko wurde 1901 im Zuge einer Landlotterie, die die Heimat der Kiowa, Comanche, Wichita und Caddo umfasste, zur Besiedelung freigegeben.
Anadarko ist der Sitz der Riverside Indian School, einer Ganztagsschule für indianische Schüler.

## Gebäude
Der Perry-Fernsehturm ist das höchste Gebäude in Oklahoma.

## Bekannte Einwohner
- Gene Tracy, Komiker
- Cozad Singers, indianische Schlagzeuggruppe
- Jim Thompson (1906–1977), Schriftsteller
- Blackbear Bosin, indianischer Künstler
- Cal McLish, Baseballspieler